# 2 april
2 april är den 92:a dagen på året i den gregorianska kalendern (93:e under skottår). Det återstår 273 dagar av året.

## Återkommande bemärkelsedagar

### Helgdagar
- Påskdagen firas i västerländsk kristendom för att högtidlighålla Jesu återuppståndelse efter korsfästelsen, åren 1809, 1820, 1893, 1899, 1961, 1972, 2051, 2056.

### Flaggdagar
- Danmark: Militär flaggdag till minne av slaget vid Köpenhamn 1801

### Övrigt
- Världsautismdagen

## Namnsdagar

### I den svenska almanackan
- Nuvarande – Gudmund och Ingemund
- Föregående i bokstavsordning
  - Gudmar – Namnet infördes på dagens datum 1986, men flyttades 1993 till 3 juni, där det har funnits sedan dess.
  - Gudmund – Namnet förekom under 1700-talet på 27 november, men utgick sedan. 1901 infördes det på dagens datum och fanns där fram till 1993, då det flyttades till 16 november. 2001 flyttades det dock tillbaka till dagens datum.
  - Gun – Namnet infördes 1986 på 9 januari. 1993 flyttades det till dagens datum och 2001 till 1 juni.
  - Gunder – Namnet infördes på dagens datum 1986, men flyttades 1993 till 9 januari, där det har funnits sedan dess.
  - Gunnel – Namnet infördes 1986 på 30 januari. 1993 flyttades det till dagens datum, men gjorde 2001 sällskap med Gun till 1 juni.
  - Ingemund – Namnet fanns före 1901 tidvis på 17 februari. Detta år flyttades det till 7 april, där det fanns fram till 1993, då det flyttades till 17 december. 2001 flyttades det slutligen till dagens datum. 
  - Theodosius – Namnet fanns, även i formen Teodosius på dagens datum före 1901, då det utgick. Från början fanns två namn på dagens datum, Appianus och Theodosia, till minne av två syriska martyrer på 300-talet, men i svenska almanackor behölls bara det ena och gjordes om till mansnamnet Theodosius.
- Föregående i kronologisk ordning
  - Före 1901 – Teodosius eller Theodosius
  - 1901–1985 – Gudmund
  - 1986–1992 – Gudmund, Gudmar och Gunder
  - 1993–2000 – Gunnel och Gun
  - Från 2001 – Gudmund och Ingemund
- Källor
  - Brylla, Eva (red.): Namnlängdsboken, Norstedts ordbok, Stockholm, 2000. ISBN 91-7227-204-X
  - af Klintberg, Bengt: Namnen i almanackan, Norstedts ordbok, Stockholm, 2001. ISBN 91-7227-292-9

### Finlandssvenska almanackan
- Nuvarande från 2020[1] – Viggo, Vidar
- I föregående revideringar[a][2]
  - 1929–2014 – Vidar
  - 2015–2019 – Vidar, Viggo

## Händelser
- 999 – Sedan Gregorius V har avlidit den 18 februari väljs Gerbert d'Aurillac till påve och tar namnet Silvester II.[3]
- 1285 – Sedan Martin IV har avlidit den 28 mars väljs Giacomo Savelli till påve och tar namnet Honorius IV.
- 1801 – Den brittiska flottan angriper den danska på Köpenhamns redd, för att tvinga Danmark att lämna det väpnade neutralitetsförbundet som landet har ingått tillsammans med Sverige, Preussen och Ryssland för att garantera fri handel med Frankrike under de pågående franska revolutionskrigen. Sedan en stor del av den danska flottan har blivit förstörd i angreppet kan den brittiske befälhavaren Horatio Nelson dagen därpå inleda förhandlingar med den danske prinsregenten Fredrik (VI) och Danmark går med på att lämna förbundet. Därefter seglar den brittiska flottan mot Karlskrona, för att genom ett liknande anfall mot den svenska flottan förmå Sverige att på samma sätt gå ur förbundet, men när bud kommer om att den ryske tsaren Paul I några dagar tidigare har blivit mördad står förbundet inför sin upplösning och angreppet på svenska flottan blir aldrig av.
- 1865 – En nordstatsstyrka på 76 000 man under Ulysses S. Grants ledning besegrar en sydstatstrupp på 58 400 man, ledd av Robert E. Lee, i det tredje slaget vid Saint Petersburg under det amerikanska inbördeskriget. Eftersom slaget står nära sydstaternas huvudstad Richmond i Virginia står vägen nu öppen för nordstatarna att angripa den och dagen därpå faller staden i deras händer. Inför detta hot flyr sydstatspresidenten Jefferson Davis och de flesta medlemmarna i hans regering denna dag från huvudstaden. En vecka senare undertecknar Lee sydstaternas kapitulation i Appomattox.
- 1912 – Ångfartyget RMS Titanic lämnar det skeppsvarv i irländska Belfast, där hon under de senaste tre åren har blivit byggd, för att bege sig mot den sydengelska kuststaden Southampton, varifrån hon den 10 april ska påbörja sin jungfrufärd över Atlanten till New York.
- 1930 – Den etiopiska kejsarinnan Zewditu I dör under mystiska omständigheter (än idag spekuleras det om huruvida hon dör av sjukdom, av sorg efter beskedet om hennes make Gugsa Welles död i strid, av chock efter alltför extrema försök att bota hennes sjukdom, eller om hon blir mördad). Därmed är det uppror mot henne, som har letts av hennes utsedde efterträdare Negus Tafari, över och senare samma år kan denne utropa sig till Etiopiens kejsare med namnet Haile Selassie.
- 1957 – Det svenska flygbolaget Linjeflyg grundas av flygbolaget SAS samt tidningarna Dagens Nyheter och Stockholmstidningen. Från början ska bolaget flyga passagerare och gods på dagarna och tidningar och post på nätterna och enbart inrikes, då SAS har hand om utrikesflygningar. 1993 upplöses bolaget och uppgår i SAS.
- 1982 – Argentina, som i flera år har gjort anspråk på de brittiska Falklandsöarna i Sydatlanten (utanför Argentinas kust) och som i mars har besatt Sydgeorgien, inleder en invasion av Falklandsöarna, då man landsätter trupper vid York Bay och snabbt intar ögruppens flygplats. Därmed inleds det så kallade Falklandskriget mellan Argentina och Storbritannien, som kommer att vara till 14 juni och bland annat leda till den argentinska militärjuntans fall.
- 1992 – Sverige erkänner Georgien som självständig stat. Det blir därmed den sista sovjetrepubliken som Sverige upprättar diplomatiska förbindelser med (de flesta andra har erkänts under 1990 eller 1991).
- 2017 – En allvarlig trafikolycka inträffar, när en buss av typen dubbeldäckare kör av vägen och välter på E45 söder om Sveg. Tre ungdomar avlider och ett 30-tal skadas, alla från Marks kommun.[4]

## Födda
- 742 – Karl den store, frankisk kung av Neustrien, Akvitanien och norra Austrasien 768–771 och av Frankerriket från 771 samt romersk kejsare 800–814
- 1566 – Maria Maddalena dei Pazzi, italiensk mystiker och helgon
- 1587 – Virginia Centurione Bracelli, italiensk mystiker, ordensgrundare och helgon
- 1647 – Maria Sibylla Merian, tysk konstnär
- 1653 – Georg av Danmark, engelsk och skotsk prinsgemål 1702–1707, irländsk prinsgemål från 1702 och brittisk prinsgemål 1707–1708 (gift med Anna av Storbritannien)
- 1725 – Giacomo Casanova, italiensk äventyrare
- 1745 – Richard Bassett, amerikansk politiker, senator för Delaware 1789–1793, guvernör i samma delstat 1799–1801
- 1788 – Francisco Balagtas, filippinsk poet
- 1802 – Archibald Dixon, amerikansk politiker, senator för Kentucky 1852–1855
- 1805 – H.C. Andersen, dansk författare
- 1806 – Giacomo Antonelli, italiensk kardinal
- 1807 – Alexander Hugh Holmes Stuart, amerikansk politiker USA:s inrikesminister 1850–1853
- 1823 – Samuel W. Hale, amerikansk republikansk politiker, guvernör i New Hampshire 1883–1885
- 1838 – Léon Gambetta, fransk statsman
- 1840 – Émile Zola, fransk författare
- 1842 – Domenico Savio, italiensk bekännare och helgon
- 1852 – Frederick B. Fancher, amerikansk republikansk politiker, guvernör i North Dakota 1899–1901
- 1860 – George S. Nixon, amerikansk republikansk politiker, senator för Nevada 1905–1912
- 1862 – Nicholas Murray Butler, 85, amerikansk filosof, diplomat och politiker, mottagare av Nobels fredspris 1931
- 1863 – Mabel Cahill, irländsk tennisspelare
- 1875 – Walter Chrysler, amerikansk bilindustripionjär och -direktör, grundare av bilföretaget Chrysler Corporation
- 1879 – Alexander Moissi, österrikisk teaterskådespelare
- 1884 – Gösta Adrian-Nilsson, svensk målare med signaturen GAN
- 1889 – He Yingqin, kinesisk nationalistisk politiker och general
- 1891
  - Nils Dahlgren, svensk skådespelare
  - Max Ernst, tysk konstnär
- 1902 – D. Worth Clark, amerikansk demokratisk politiker, senator för Idaho 1939–1945
- 1904 – Karl Ragnar Gierow, svensk regissör, manusförfattare, skådespelare och sångtextförfattare, chef för Dramaten 1951–1963, ledamot av Svenska Akademien 1961–1982, dess ständige sekreterare 1964–1977
- 1905
  - Kai Gullmar, svensk schlagerkompositör, sångare och skådespelare
  - Serge Lifar, rysk balettdansör och koreograf
- 1907 – Harald Andersson, svensk friidrottare, bragdmedaljör
- 1908 – Håkan von Eichwald, finlandssvensk kapellmästare och kompositör
- 1912 – Sigvard Törnqvist, svensk ryttare och kompositör
- 1914
  - Alec Guinness, brittisk skådespelare
  - Hans J. Wegner, dansk arkitekt och möbelformgivare
- 1916 – Oleg Lundstrem, sovjetisk dirigent och jazzmusiker
- 1919 – Delfo Cabrera, argentinsk friidrottare
- 1920 – Jan Molander, svensk skådespelare och regissör
- 1924 – Kurt-Olof Sundström, svensk skådespelare, regissör och manusförfattare
- 1926 – Jack Brabham, australisk racerförare
- 1927 – Ferenc Puskás, ungersk fotbollsspelare och -tränare
- 1928
  - Joseph Louis Bernardin, amerikansk romersk-katolsk ärkebiskop och kardinal
  - Serge Gainsbourg, fransk sångare
- 1930 – Barbro Ericson, svensk operasångare (alt)
- 1931 – Gudrun Anderson, svensk sångtextförfattare
- 1937 – Paul Kanjorski, amerikansk demokratisk politiker, kongressledamot 1985–2011
- 1938 – John Larsson, brittisk författare, ledare för Frälsningsarmén 2002–2006
- 1939 – Marvin Gaye, amerikansk blues- och R&B-sångare
- 1940
  - Mike Hailwood, brittisk racerförare
  - Penelope Keith, brittisk skådespelare
- 1943 – Bill Öhrström, svensk musiker
- 1946 – Sue Townsend, brittisk författare
- 1947 – Tua Forsström, finlandssvensk lyriker, ledamot av Svenska Akademien 2019–2024
- 1948
  - Peter Harryson, svensk skådespelare och tv-programledare
  - Bengt Palmers, svensk kompositör och musikproducent
- 1950 – Lynn Westmoreland, amerikansk republikansk politiker
- 1952 – Martti Mölsä, finländsk politiker
- 1953 – Krzysztof Krauze, polsk regissör
- 1954 – Lars Lerin, svensk konstnär och författare
- 1955 – Chellie Pingree, amerikansk demokratisk politiker
- 1957 – Ola Johansson, svensk bandyspelare
- 1959
  - Nisse Hellberg, svensk kompositör, sångare, gitarrist och låtskrivare i gruppen Wilmer X
  - Juha Kankkunen, finländsk rallyförare
- 1961 – Christopher Meloni, amerikansk skådespelare
- 1965 – Rodney King, amerikansk taxiförare.
- 1966
  - Teddy Sheringham, brittisk fotbollsspelare
  - Garnett Silk, jamaicansk artist
- 1974 – Håkan Hellström, svensk artist
- 1977
  - Per Elofsson, svensk längdskidåkare, bragdmedaljör
  - Michael Fassbender, tysk-irländsk skådespelare.
- 1979 – Mika Hannula, svensk ishockeyspelare
- 1981 – Bethany Joy Lenz, amerikansk skådespelare
- 1982 – Marco Amelia, italiensk fotbollsmålvakt
- 1986 – Ibrahim Afellay, nederländsk fotbollsspelare
- 1990 – Miralem Pjanić, bosnisk fotbollsspelare

## Avlidna
- 1657 – Ferdinand III, 48, kung av Ungern sedan 1625 och av Böhmen sedan 1627 samt tysk-romersk kejsare sedan 1637
- 1709 – Baciccia, 69, italiensk barockmålare
- 1786 – Jacob Magnus Sprengtporten, 59, svensk friherre, officer och politiker
- 1791 – Honoré Gabriel Riqueti de Mirabeau, 42, fransk revolutionspolitiker
- 1839 – Toussaint-Bernard Émeric-David, 83, fransk arkeolog och konsthistoriker
- 1871 – Jacob M. Howard, 65, amerikansk politiker, senator för Michigan sedan 1863
- 1872 – Samuel Morse, 80, amerikansk uppfinnare, bland annat av den elektriska telegrafen
- 1900 – Gustaf Åkerhielm, 66, svensk politiker, friherre och godsägare, Sveriges statsminister 1889–1891
- 1912 – Hedda Anderson, 79, svensk författare
- 1914 – Paul Heyse, 84, tysk författare, mottagare av Nobelpriset i litteratur 1910
- 1928 – Theodore William Richards, 60, amerikansk kemist, mottagare av Nobelpriset i kemi 1914
- 1936 – Gunnar Klintberg, 65, svensk skådespelare, regissör och manusförfattare
- 1945 – Johannes Bachmann, 55, tysk sjömilitär, amiral 1942 (stupad)
- 1949 – Herman Lantz, 67, svensk skådespelare, manusförfattare och simhoppare
- 1956 – Thomas Jefferson Lilly, 77, amerikansk demokratisk politiker, kongressledamot 1923–1925
- 1957
  - Gustaf Hedström, 73, svensk operettsångare, skådespelare samt sång- och talpedagog
  - Reinhold Rudbeck, 85, svensk friherre och hovman
- 1965
  - Nils Kihlberg, 49, svensk skådespelare, sångare och teaterregissör
  - Jens Hundseid, 81, norsk bondepartistisk politiker, Norges statsminister 1932–1933
- 1971 – Manfred B. Lee, 66, amerikansk författare, som tillsammans med kusinen Frederic Dannay skrev under pseudonymen Ellery Queen
- 1972 – Franz Halder, 87, tysk militär
- 1974
  - John Landquist, 92, svensk litteraturkritiker
  - Georges Pompidou, 62, fransk politiker, Frankrikes premiärminister 1962–1968 och Frankrikes president sedan 1969
  - Manne Olsson, 65, svensk politiker, riksdagsledamot för Socialdemokraterna
- 1988 – Vernon W. Thomson, 82, amerikansk republikansk politiker, guvernör i Wisconsin 1957–1959
- 1995 – Hannes Alfvén, 86, svensk fysiker, mottagare av Nobelpriset i fysik 1970
- 1996 – Börje Teijler, 75, svensk kommunhistoriker
- 2005 – Johannes Paulus II, 84, född Karol Józef Wojtyła, påve sedan 1978
- 2008 – Mona Seilitz, 65, svensk skådespelare
- 2011 – Ragnar Nygren, 72, svensk musiker med artistnamnet Rock-Ragge medlem i gruppen Rockfolket
- 2012
  - Walter Hirsch, 76, svensk fotograf
  - Arne Tyrén, 84, svensk operasångare
- 2013
  - Milo O’Shea, 86, irländsk skådespelare
  - Jesús ”Jess” Franco, 82, spansk filmregissör
  - Fred Othon Aristidès, 82, fransk serietecknare
- 2016 – Lars Gustafsson, 79, svensk författare
- 2023 – Butch Miller, 78, nyzeeländsk skådespelare
- 2024
  - Maryse Condé, 90, guadeloupisk författare
  - John Barth, 93, amerikansk författare